# Lophoptera anthyalus
Lophoptera anthyalus là một loài bướm đêm trong họ Noctuidae.